# پارک ملی لوره
پارک ملی لوره (به لاتین: Lurë National Park) یک کوه و پارک ملی در آلبانی است که در شهرستان دیبر واقع شده‌است.